# Edrissa Sonko
Edrissa Sonko (Essau, 23 marzo 1980) è un ex calciatore gambiano, di ruolo centrocampista.

## Carriera

### Club
Ha giocato nella massima serie dei campionati belga, olandese e greco.

### Nazionale
Tra il 1996 ed il 2008 ha totalizzato complessivamente 16 presenze e 3 reti con la nazionale gambiana.

## Palmarès

### Club

#### Competizioni nazionali
- Campionato belga: 1

Anderlecht: 1999-2000